# Teatro Rosalía de Castro (La Coruña)
El Teatro Rosalía de Castro es una institución cultural de la ciudad de La Coruña, de titularidad municipal, gestionada por el Instituto Municipal Coruña Espectáculos (IMCE) del Ayuntamiento de La Coruña y dirigido por Xosé Paulo Rodriguez Dlmínguez. Se trata de un centro de representación escénica situado en el centro de la ciudad herculina, en plena Calle Real y muy próximo a la Plaza de María Pita. En sus dependencias se encuentra también desde el 20 de mayo de 1994, la Biblioteca de la Diputación Provincial de la Coruña.

## Características
El edificio es un teatro del siglo XIX de estilo ecléctico. Dispone de un escenario de 150 metros cuadrados y de una capacidad de entre 628 y 712 localidades repartidas entre el patio de butacas y cuatro niveles, y que se encuentran acondicionadas para albergar distintos tipos de espectáculos artísticos (música, danza, teatro etc).

## Historia

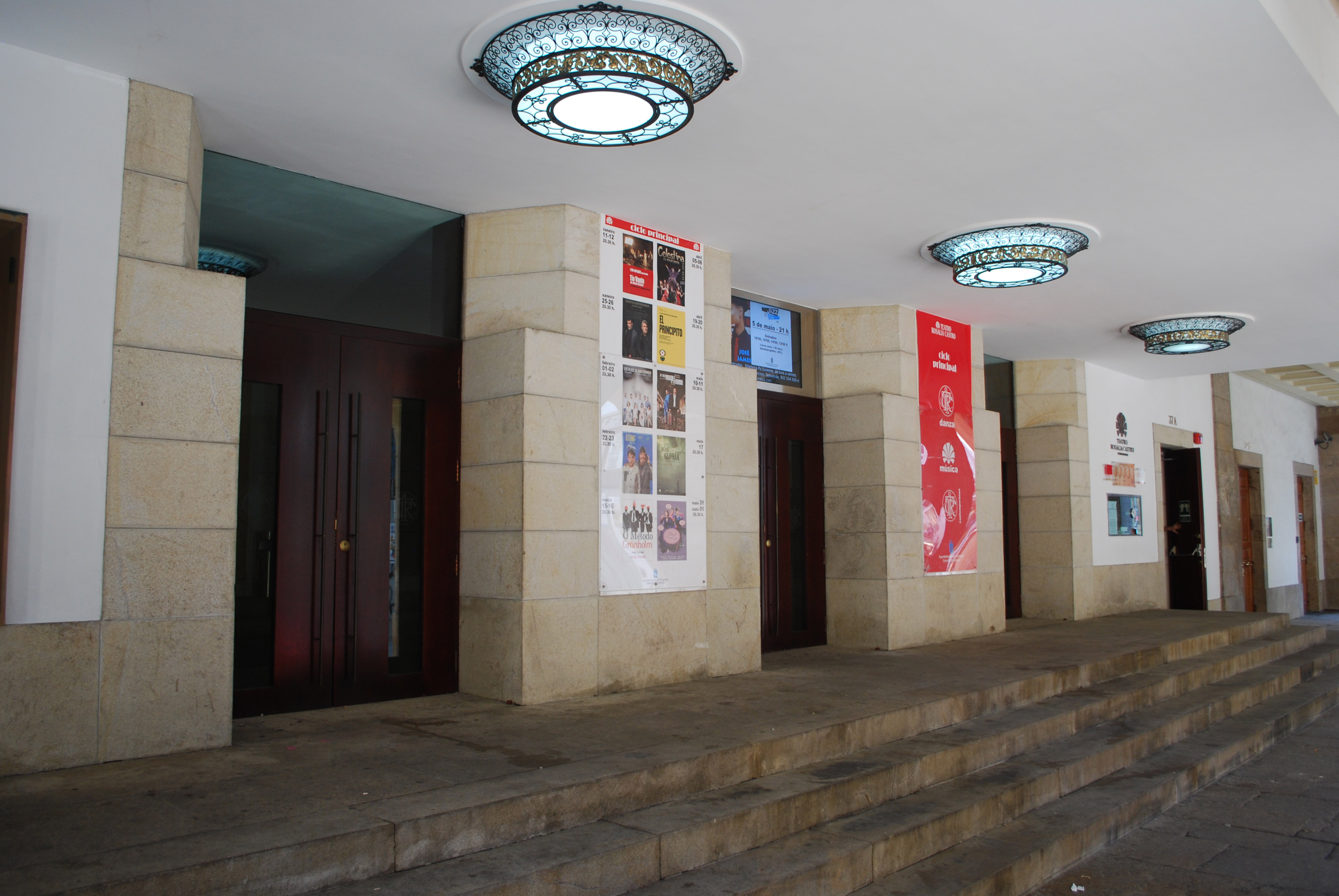
Acceso al teatro.

La historia del emblemático edificio que alberga el Teatro Rosalía de Castro, en el número 37 de la céntrica calle Rego de Auga, se remonta al año 1838, cuando el Ayuntamiento de La Coruña adquirió el terreno edificable de la antigua iglesia de San Xurxo para construir el teatro y emitió una suscripción pública de acciones para realizar su edificación. Las obras de construcción del nuevo teatro, a cargo del arquitecto José María Noya, finalizaron en 1840, inaugurándose el 25 de diciembre de ese año como Coliseo San Jorge y popularmente conocido como teatro principal o nuevo. En 1851 debutó en el teatro el violinista Pablo Sarasate. En la noche del 3 al 4 de enero de 1867 sufrió un incendio que lo destruyó, siendo reconstruido al año siguiente a partir de un proyecto de Faustino Domínguez Coumes-Gay, pasando a denominarse en 1909 teatro Rosalía de Castro.
En 1910 se adaptó para realizar proyecciones cinematográficas. En junio de 1931 tuvo lugar en el teatro la Asamblea Regional que se reunió para aprobar el primer proyecto de estatuto de Galicia y el 8 de diciembre de 1935 acogió un mitin organizado por la Confederación Regional Galaica de la Confederación Nacional del Trabajo en el que participaron Federica Montseny, Manuel Amil Barcia y Claro José Sendón.
El 20 de mayo de 1994 se instaló en el edificio la Biblioteca de la Diputación Provincial de La Coruña.